# Hasta Siempre Tour
Hasta Siempre Tour  fue la última gira musical de la cantante y actriz española Paloma San Basilio, marcando el final de sus cuarenta años de carrera. El itinerario incluyó Europa, Estados Unidos y países de habla hispana.
En agradecimiento, Paloma San Basilio recibió las llaves de la Ciudad de Miami, Estados Unidos.
Durante una entrevista en Cali, Colombia, Paloma San Basilio aseguró que la gira de despedida continuaría hasta el año 2014. Por esta razón, se añadieron más fechas en varios países.Además de pasar por América y su natal España, llegó a Estambul, Turquía. 

## Fechas de la Gira[4]
| Latinoamérica                            |                     |                      |                                            |
| 2 de mayo de 2013                        | Santiago            | Chile                | Teatro Nescafé de las Artes                |
| 3 de mayo de 2013                        | Santiago            | Chile                | Teatro Nescafé de las Artes                |
| 4 de mayo de 2013                        | Concepción          | Chile                | Centro de Eventos Nonguen                  |
| 5 de mayo de 2013                        | Viña del Mar        | Chile                | Casino de Viña del Mar                     |
| 9 de mayo de 2013                        | Rosario             | Argentina            | City Center                                |
| 10 de mayo de 2013                       | Buenos Aires        | Argentina            | Teatro Gran Rex                            |
| 12 de mayo de 2013                       | Lima                | Perú                 | Centro de Convenciones María               |
| 15 de mayo de 2013                       | Guayaquil           | Ecuador              | Centro de Convenciones                     |
| 16 de mayo de 2013                       | Quito               | Ecuador              | Teatro Nacional de la Cultura              |
| 17 de mayo de 2013                       | Bogotá              | Colombia             | Teatro Jorge Eliécer Gaitán                |
| 18 de mayo de 2013                       | Medellín            | Colombia             | Teatro Universidad de Medellín             |
| 21 de mayo de 2013                       | Manizales           | Colombia             | Teatro Fundadores                          |
| 22 de mayo de 2013                       | Cali                | Colombia             | Teatro Jorge Isaacs                        |
| 24 de mayo de 2013                       | San José            | Costa Rica           | Teatro Melico Salazar                      |
| 25 de mayo de 2013                       | San José            | Costa Rica           | Teatro Melico Salazar                      |
| 27 de mayo de 2013                       | Managua             | Nicaragua            | Teatro Nacional Rubén Darío                |
| Estados Unidos                           |                     |                      |                                            |
| 1 de mayo de 2013                        | Miami               | Estados Unidos       | James L Knight Center                      |
| 8 de mayo de 2013                        | San Juan            | Puerto Rico          | Bellas Artes de Caguas                     |
| 9 de mayo de 2013                        | San Juan            | Puerto Rico          | Bellas Artes de Caguas                     |
| Europa                                   |                     |                      |                                            |
| 7 de julio de 2013                       | Madrid              | España               | Jardines de Sabatini (Veranos de la Villa) |
| 21 de julio de 2013                      | Benidorm            | España               | Benidorm Palace                            |
| 8 de agosto de 2013                      | Vitoria             | España               | Plaza de los Fueros                        |
| 18 de agosto de 2013                     | Pontevedra          | España               | Plaza de España                            |
| 21 de agosto de 2013                     | San Javier          | España               | Auditorio Municipal Parque Almansa         |
| 9 de octubre de 2013                     | Málaga              | España               | Teatro Cervantes                           |
| 7 de noviembre de 2013                   | Alicante            | España               | Teatro Principal                           |
| 9 de noviembre de 2013                   | Roquetas de Mar     | España               | Teatro Auditorio                           |
| 24 de noviembre de 2013                  | Sevilla             | España               | Auditorio FIBES                            |
| 19 de diciembre de 2013                  | Murcia              | España               | Auditorio Víctor Villegas                  |
| 20 de diciembre de 2013                  | Valencia            | España               | Palacio de las Artes Reina Sofía           |
| 28 de diciembre de 2013                  | Castellón           | España               | Palacio de Congresos de Castellón          |
| 29 de diciembre de 2013                  | Barcelona           | España               | Palacio de la Música Catalana              |
| 6 de enero de 2014                       | Madrid              | España               | Teatro Real                                |
| 17 de enero de 2014                      | Palma de Mallorca   | España               | Auditorium de Palma                        |
| 30 de enero de 2014                      | Bilbao              | España               | Teatro Arriaga Antzokia                    |
| 6 de febrero de 2014                     | Alcira              | España               | Gran Teatro Alzira                         |
| 7 de febrero de 2014                     | Granada             | España               | Palacio de Congresos                       |
| 14 de febrero de 2014                    | Aranjuez            | España               | Gran Casino de Aranjuez                    |
| Latinoamérica - Festival de Viña del Mar |                     |                      |                                            |
| 27 de febrero de 2014                    | Viña del Mar        | Chile                | Quinta Vergara                             |
| Europa                                   |                     |                      |                                            |
| 25 de abril de 2014                      | Estambul            | Turquía              | Sanat Hall                                 |
| América                                  |                     |                      |                                            |
| 17 de mayo de 2014                       | Bucaramanga         | Colombia             | Coliseo Colegio La Presentación            |
| 23 de mayo de 2014                       | Santo Domingo       | República Dominicana | Teatro Nacional Eduardo Brito              |
| 24 de mayo de 2014                       | Santo Domingo       | República Dominicana | Teatro Nacional Eduardo Brito              |
| Europa                                   |                     |                      |                                            |
| 25 de julio de 2014                      | Sitges              | España               | Auditorio Hotel Melià Sitges               |
| América                                  |                     |                      |                                            |
| 1 de agosto de 2014                      | Cartagena de Indias | Colombia             | Centro de Convenciones de Cartagena        |
| 2 de agosto de 2014                      | Barranquilla        | Colombia             | Salón Jumbo                                |

- Aplazados